# .eu
.eu je vrhovna internetska domena (country code top-level domain - ccTLD) za Europsku uniju. Domenom upravlja EURid.

## Vanjske poveznice
- IANA .eu whois informacija  Arhivirana inačica izvorne stranice od 12. listopada 2008. (Wayback Machine)